# Tabiauea
Tabiauea – miasto w Kiribati, na atolu Maiana; 1400 mieszkańców (2006). Przemysł spożywczy.